# Ilnacorella sulcata
Ilnacorella sulcata är en insektsart som beskrevs av Knight 1925. Ilnacorella sulcata ingår i släktet Ilnacorella och familjen ängsskinnbaggar. Inga underarter finns listade i Catalogue of Life.